# Psacadopaepale assimulata
Psacadopaepale assimulata là một loài thực vật có hoa trong họ Ô rô. Loài này được (S. Moore) Bremek. miêu tả khoa học đầu tiên năm 1944.